# Prunus
Prunus је род дрвећа и грмова, који укључује воће шљиву, вишњу, брескву, нектарину, кајсију и бадем.